# The Lion and the Mouse (1914)
The Lion and the Mouse é um filme mudo estadunidense de 1914, do gênero drama, dirigido por Barry O'Neil, e estrelado por Ethel Clayton, Gaston Bell e George Soule Spencer. O roteiro de O'Neil e Charles Klein foi baseado na peça teatral homônima de 1905, do próprio Klein.
Infelizmente, o arquivo projetor do filme foi destruído no desastroso incêndio da Empresa Lubin em 1914, que possuía a maioria da coleção de filmes daquele estúdio até então. O filme é, então, considerado perdido.
O filme foi a primeira adaptação cinematográfica da história de Klein. Outras adaptações cinematográficas conhecidas da mesma história são "The Lion and the Mouse" (1919), estrelada por Alice Joyce; e "The Lion and the Mouse" (1928), estrelada por May McAvoy e Lionel Barrymore.

## Sinopse
John Burkett Ryder (George Soule Spencer) é um mestre das finanças com um desejo ilimitado de riqueza. Ryder abordou a ruína financeira e a desgraça profissional do Juiz Rossmore (Bartley McCullum), da Suprema Corte, para se vingar de certas decisões adversas que o juiz proferiu contra sua corporação. Shirley Rossmore (Ethel Clayton), a filha do juiz, e o jovem Jefferson Ryder (Gaston Bell), filho do magnata, voltando da Europa no mesmo barco, conheceram-se e demonstraram um belo interesse um pelo outro, na época não sabendo do atrito existente entre seus respeitados pais.
Shirley escreveu um romance e, pela descrição que Jefferson fez de seu pai, fez do personagem principal da história um protótipo justo do mestre das finanças. Ryder, sem consultar os desejos do filho, anunciou um noivado entre Jefferson e Kate Roberts (Ruth Bryan), filha do Senador Roberts (Walter C. Prichard). O livro de Shirley Rossmore, escrito sob o pseudônimo de Sarah Green, se infiltra na casa de Ryder e causa uma boa impressão no grande financista, que contrata um detetive particular para encontrar o autor do livro.
Sarah Green é encontrada, e Ryder a contrata para escrever sua biografia, sem sonhar que ela é filha do juiz que ele anteriormente arruinou. E, ali, se inicia a batalha entre o Leão e a Rata. A Rata conquista a admiração do Leão pela audácia de suas opiniões sobre sua vida e moralidade. Kate, a quem Ryder havia escolhido para ser a noiva de seu filho, foge com seu aristocrático secretário particular. Ryder, para pacificar a consciência de seu filho e compensar sua ligação com Shirley Rossmore, sugere que ele se case com Sarah Green, “que provou ser muito mais brilhante do que a filha do juiz”. É então a vez de Shirley; ela declara sua identidade e admite que conseguiu certas cartas da mesa de Ryder que provarão a inocência de seu pai. Ryder a manda sair da casa, e depois fica acordado a noite toda, usando inúmeros charutos e pensando sobre os acontecimentos.
No dia seguinte, Jefferson Ryder propõe casamento, mas Shirley declara que nunca se casará com um homem que tenha um pai como o dele. Com amargura, Jefferson denuncia seu pai; ele diz a Ryder que a garota de sua vida detesta como ele age. No entanto, John Burkett Ryder, ao comer uma enorme fatia de torta, anuncia que impedirá o impeachment do Juiz Rossmore, e implora a Shirley que aceite seu filho como seu esposo. A Rata, dessa forma, conquistou o Leão.

## Elenco
- Ethel Clayton como Shirley Rossmore / Sarah Green
- Gaston Bell como Jefferson Ryder
- George Soule Spencer como John Burkett Ryder
- Bartley McCullum como Juiz Rossmore
- Robert Dunbar como Advogado Fiduciário
- Eleanor Barry como Sra. Rossmore
- Lila Leslie como Sra. Gordon (creditada como Lilie Leslie)
- Richard Morris como Ex-Juiz Scott
- Carlotta Doti como Sra. Ryder
- Ruth Bryan como Kate Roberts
- Walter C. Prichard